# Воины вдвоём
«Воины вдвоём» (кит. 贊先生與找錢華, англ. Warriors Two, букв. Господин Чань и Кассир Ва) — гонконгский фильм с боевыми искусствами режиссёра Саммо Хуна, вышедший в 1978 году.

## Сюжет
Лён Чань — доктор и мастер Вин-чунь. Его главный ученик, Фэй Чхёнь, с трудом убедил наставника обучать кунг-фу Кассира Ва, пациента, скрывающегося у Лён Чаня. Ранее Ва случайно услышал разговор владельца банка Мока с его людьми, в котором они договорились захватить город, убив его главу. Ва совершил ошибку, сообщив об услышанном мастеру Е, поскольку тот является советником Мока. Е приводит людей Мока на встречу с Ва с целью убить его, но Кассиру удаётся сбежать. Скрывшись от убийц, Ва посылает Фэй Чхёня предупредить главу города о готовящемся покушении. Проигнорировав слова Фэя, городской глава и его телохранитель подвергаются нападению людей Мока.
Между тем, Лён Чань обучает Ва Вин-чунь, после чего погибает, попав в ловушку Мока, узнавшего о местонахождении беглеца Ва. Племянница погибшего учителя, Ва и Фэй Чхёнь используют разные стили Вин-чунь в драке против главных бойцов Мока. Проблема возникает тогда, когда выясняется, что Фэй перепутал имена бойцов, и ученикам Лён Чаня приходится импровизировать, чтобы победить своих противников.

## В ролях
| Актёр        | Роль                       |
| ------------ | -------------------------- |
| Саммо Хун    | Фэй Чхёнь                  |
| Лён Каянь    | Лён Чань                   |
| Казанова Вон | Кассир Ва                  |
| Фун Хаконь   | владелец банка Мок         |
| Тайгер Ён    | Молния                     |
| Лау Кавин    | телохранитель главы города |
| Лэй Хойсан   | Железный Кулак             |
| Ян Ви        | Тигр                       |
| Дин Сэк      | советник Е                 |
| Кристина Чён | Кам Фун                    |
| Юань Бяо     | один из людей Молнии       |
| Чун Фат      | нищий                      |
| Лам Чинъин   | один из людей Молнии       |